# Ce spot
Ce Spot (titre original : That Spot) est une nouvelle du Nord canadien de l'écrivain américain Jack London, publié aux États-Unis en 1910. En France, elle a paru pour la première fois en 1924.

## Historique
La nouvelle est publiée initialement dans  le Sunset Magazine en février 1908, avant d'être reprise dans le recueil Lost Face en mars 1910.

## Résumé
« Ce n'était pas un husky, ni un malamute, ni un chien de la baie d'Hudson...Il avait certains traits du chien de l'homme blanc, car sur un côté, en plein milieu du mélange de jaune-marron-rouge blanc sale qui était sa couleur dominante, il avait une tache noire comme du charbon, du diamètre d'un seau à eau. C'est pour cette raison que nous l'avons appelé "Spot"...Toujours est-il que Spotne voulait pas travailler... »

Comment s'en débarrasser ? Le tuer, le vendre, l'abandonner...

## Éditions

### Éditions en anglais
- That Spot, dans le Sunset Magazine, février 1908.
- That Spot, dans le recueil Lost Face, New York ,The Macmillan Co, mars 1910.

### Traductions en français
- Ce Spot, traduction de Paul Gruyer et Louis Postif in Le Temps, Paris, juin 1924[3].
- Ce sacré Spot, traduction de Paul Gruyer et Louis Postif, in Construire un feu, recueil, Phébus, 2007.
- Sacré Tash, traduit par Marc Chénetier, Gallimard, 2016[4].

## Source
- « Bibliographie de Jack London », sur jack-london.fr (consulté le 2 janvier 2024)